# Villa Rustica (Munzach)

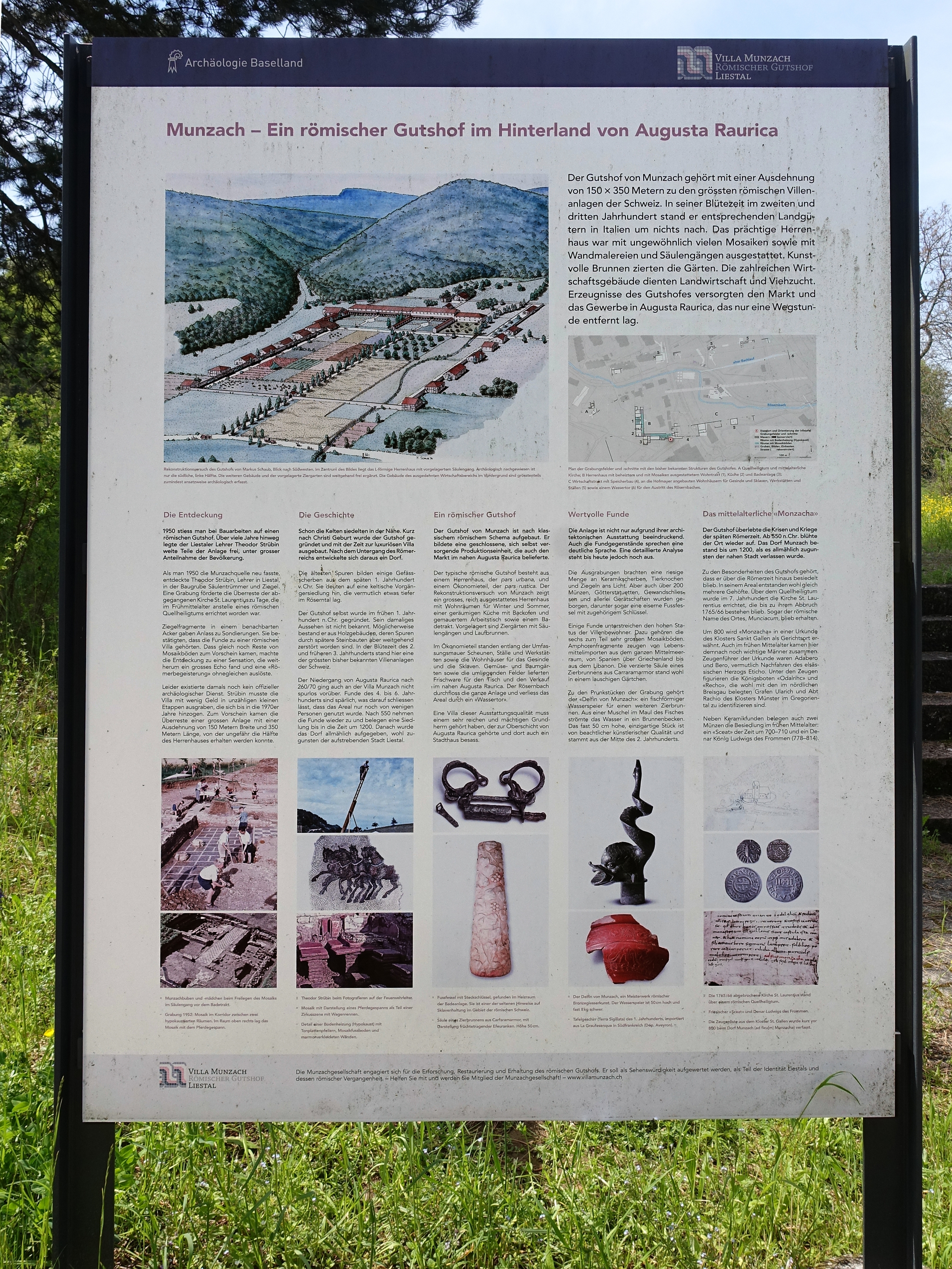
Informationstafel

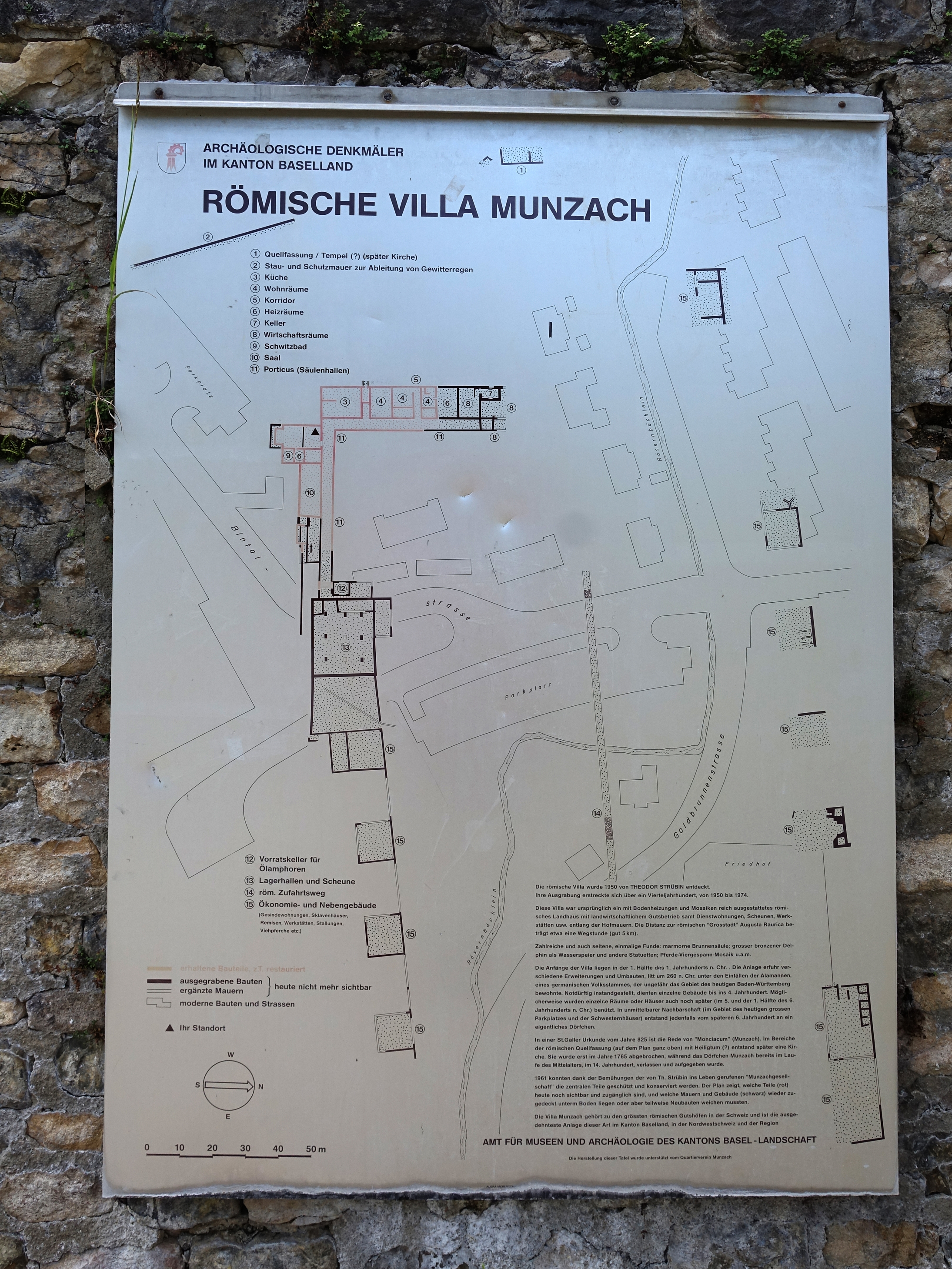
Informationstafel

Bei der Villa Rustica von Munzach (in römischer Zeit Montiacum) handelt es sich um die Reste eines römischen Gutshofes beim ehemaligen Dorf Munzach (mittelalterlich Monzacha) auf dem Gebiet des heutigen Liestal im Kanton Basel-Landschaft in der Schweiz. Er war in römischer Zeit nur etwa eine Wegstunde von der Koloniestadt Augusta Raurica entfernt. Der Fundort ist heute ein Kulturgut von nationaler Bedeutung mit der KGS-Nummer 1464.

## Geschichte
Erste römische Reste waren schon 1765 beim Abbruch der Kirche von Munzach beobachtet worden. Grabungen fanden 1950, 1952, 1954 und 1955 statt. Teile der Ruinen wurden konserviert. Von den Grabungen sind nur spärliche schriftliche Aufzeichnungen bekannt, aber über tausend Farbdias des Wiederentdeckers Theodor Strübin (1908–1988). Weitere Grabungen folgten bis 1970. 1974 konnte ein weiteres Mosaik gefunden werden. Weitere Untersuchungen folgten 1994, 2007 und 2011 im Wirtschaftsbereich des Landgutes. Insgesamt sind etwa 60.000 Fundobjekte bekannt.

## Beschreibung
Der Gebäudekomplex liegt auf einem etwa 320 × 160 Meter grossen Gebiet. Im Zentrum der Anlage steht das Herrenhaus. Der Bau ist etwa 55 Meter lang und 15 Meter breit. Der Bau hatte an der Ostseite einen Portikus. An der Südseite erhielt das Herrenhaus in einer weiteren Bauphase einen fast ebenso grossen, nach Osten orientierten Flügel, in dem auch ein Bad untergebracht war. Vor allem im Osten schlossen sich entlang einer Mauer diverse Wirtschaftsbauten an. Weitere Wirtschaftsbauten standen entlang einer Mauer im Norden. Insbesondere das Herrenhaus war einst reich ausgestattet. Es fanden sich figürliche Mosaiken und Räume mit Hypokausten. Dadurch wird die Interpretation gestärkt, dass die villa rustica als eine Sonderform einer Villa urbana angesehen werden kann. Zwei Brunnenstöcke, einer davon aus Carrara-Marmor und mit früchtetragenden Efeuranken verziert, befanden sich nahe den Mauern des Gutshofes.
Sechs grosse Mosaikflächen mit einer Gesamtfläche von über 425 m² wurden ergraben, dabei sind die beiden benannten Mosaiken I und V über 45 Meter lang und durch schwarz-weiße schachbrettartige Quadrate gekennzeichnet. Das Mosaik III enthält einen Pfau, dessen Zuordnung zu einer Alltagsszene oder zu einer mythologischen Orpheus-Darstellung unklar ist. Mosaik IV ist durch die Darstellung eines Wagenrennens (Quadriga) gekennzeichnet.
Diverse Räume waren mit Juramarmor verkleidet, farbiger Verputz konnte nachgewiesen werden. Der Gutshof wurde vom Beginn des ersten Jahrhunderts bis etwa 350 n. Chr. bewohnt. Zu den besonderen Funden gehört ein fast 50 Zentimeter hoher und acht Kilogramm schwerer Wasserspeier in Form eines Delfins aus Bronze, 1974 in einer Mauerecke des Herrenhauses entdeckt, der vielleicht einst einen Brunnen im Hof schmückte. Zwei gefundene Grabsteine lassen Hinweise auf einen Friedhof zu.
Die Ruinen können zum Teil besichtigt werden.

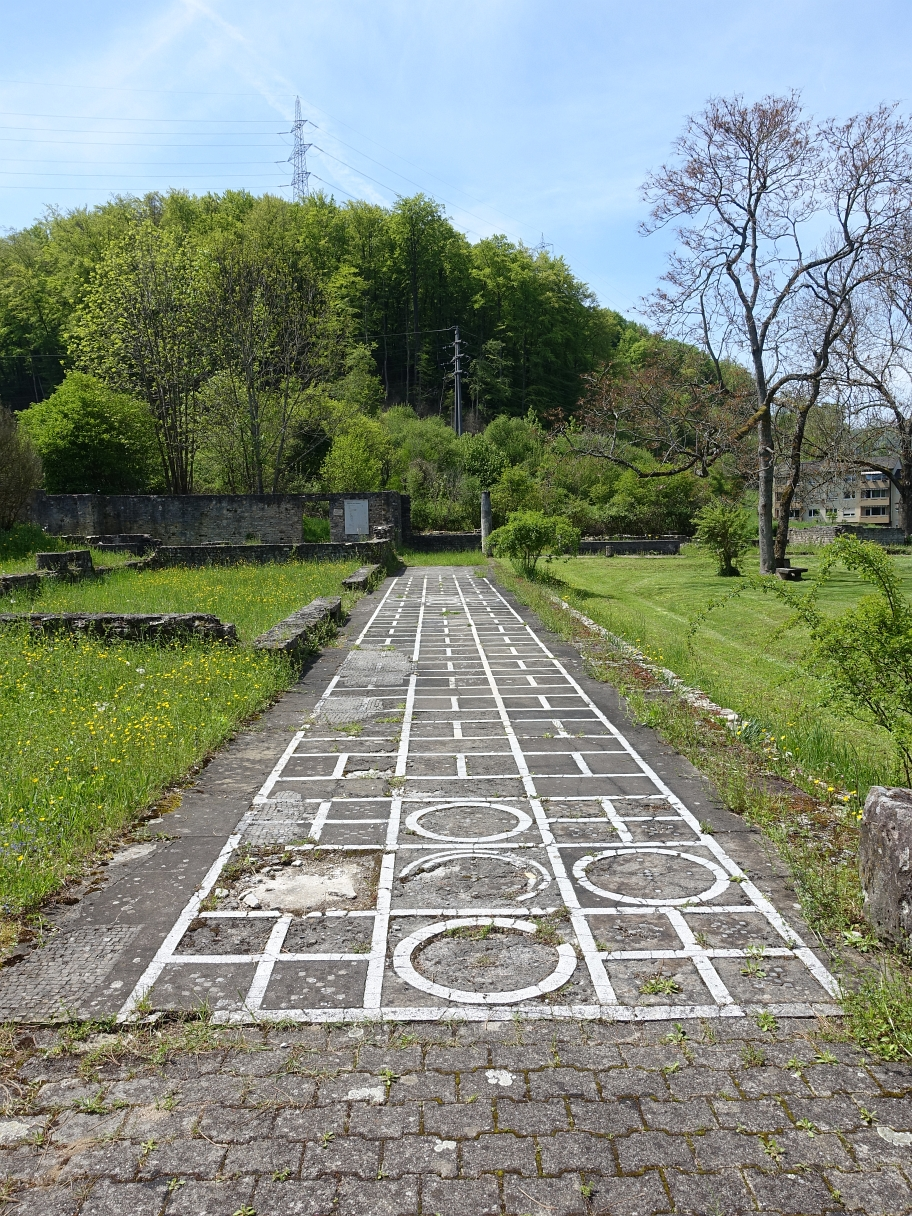
Villa Rustica von Munzach
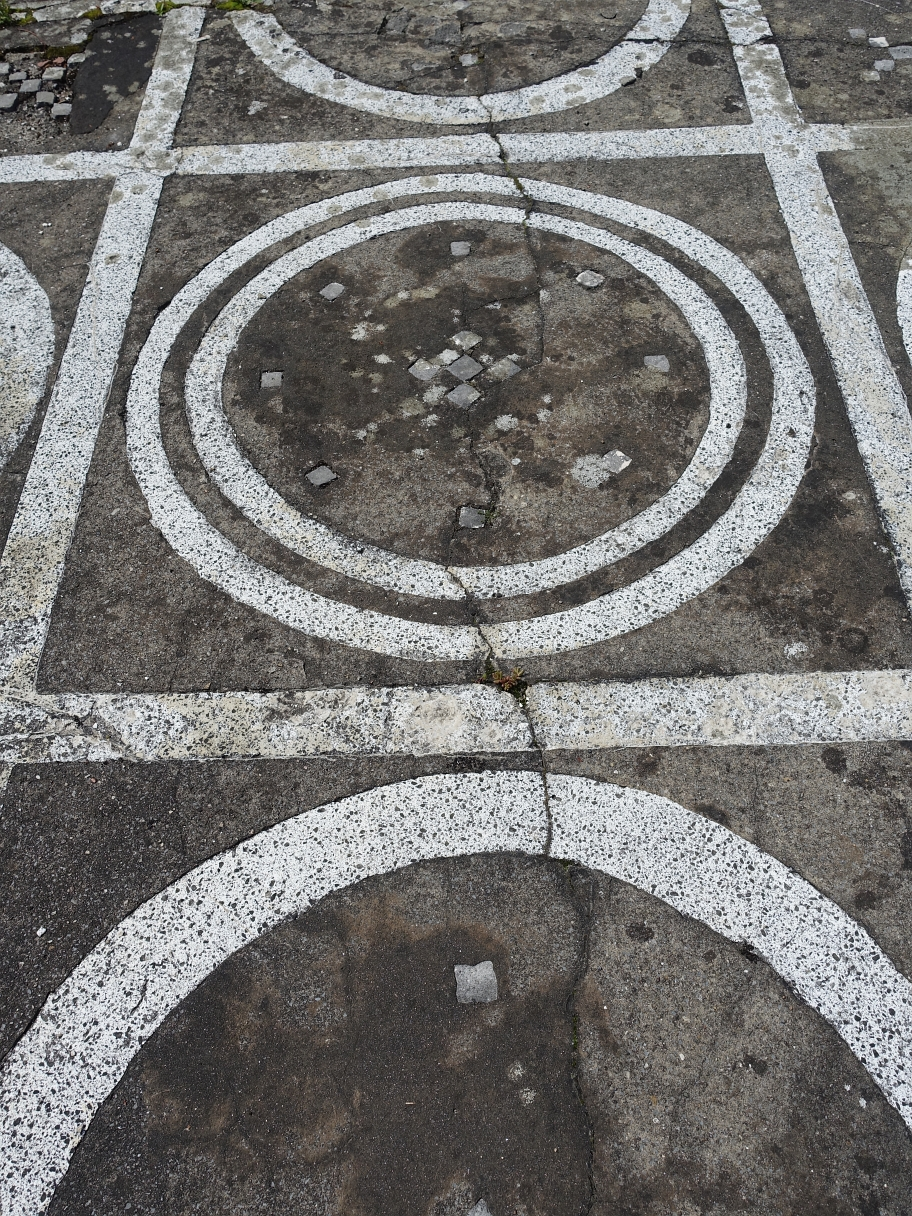
Mosaik, Villa Rustica von Munzach
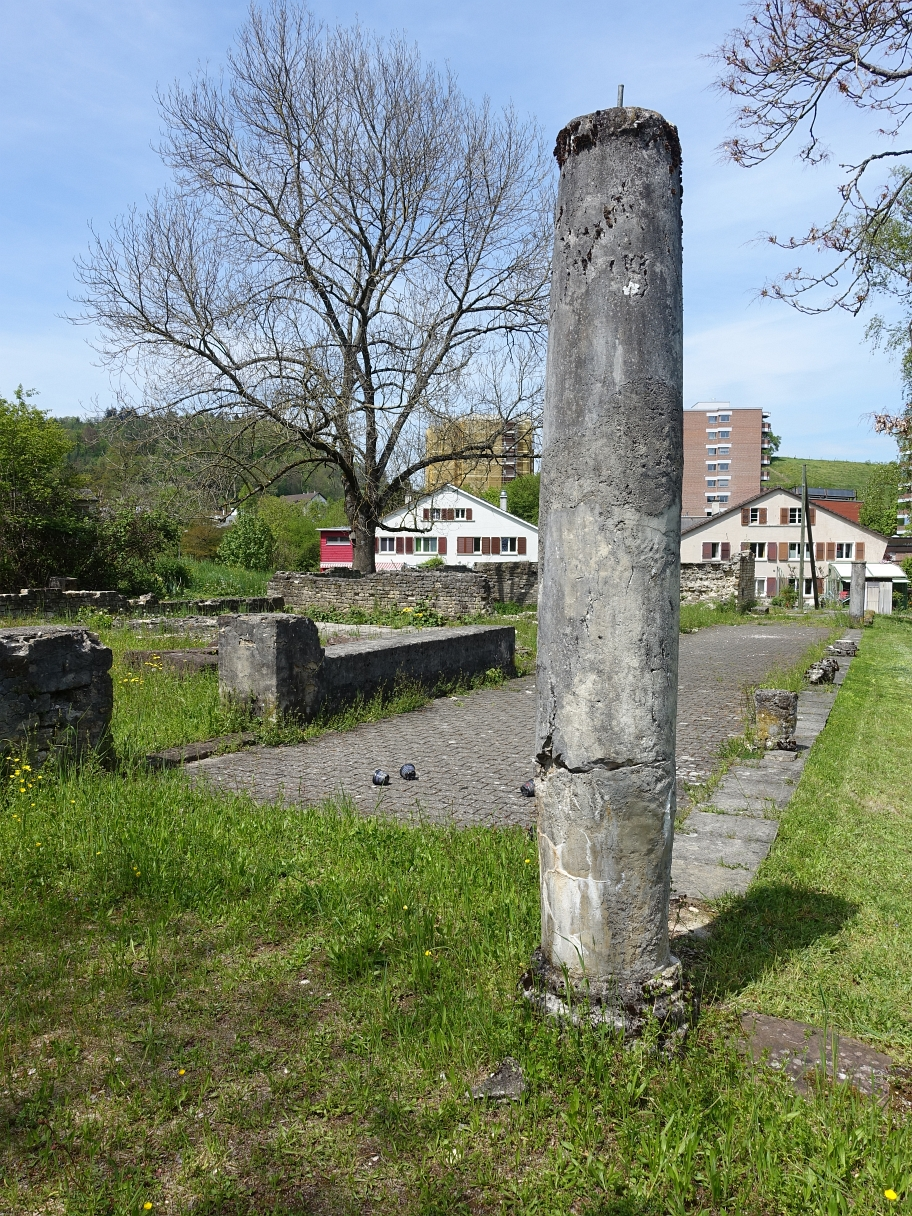
Villa Rustica von Munzach
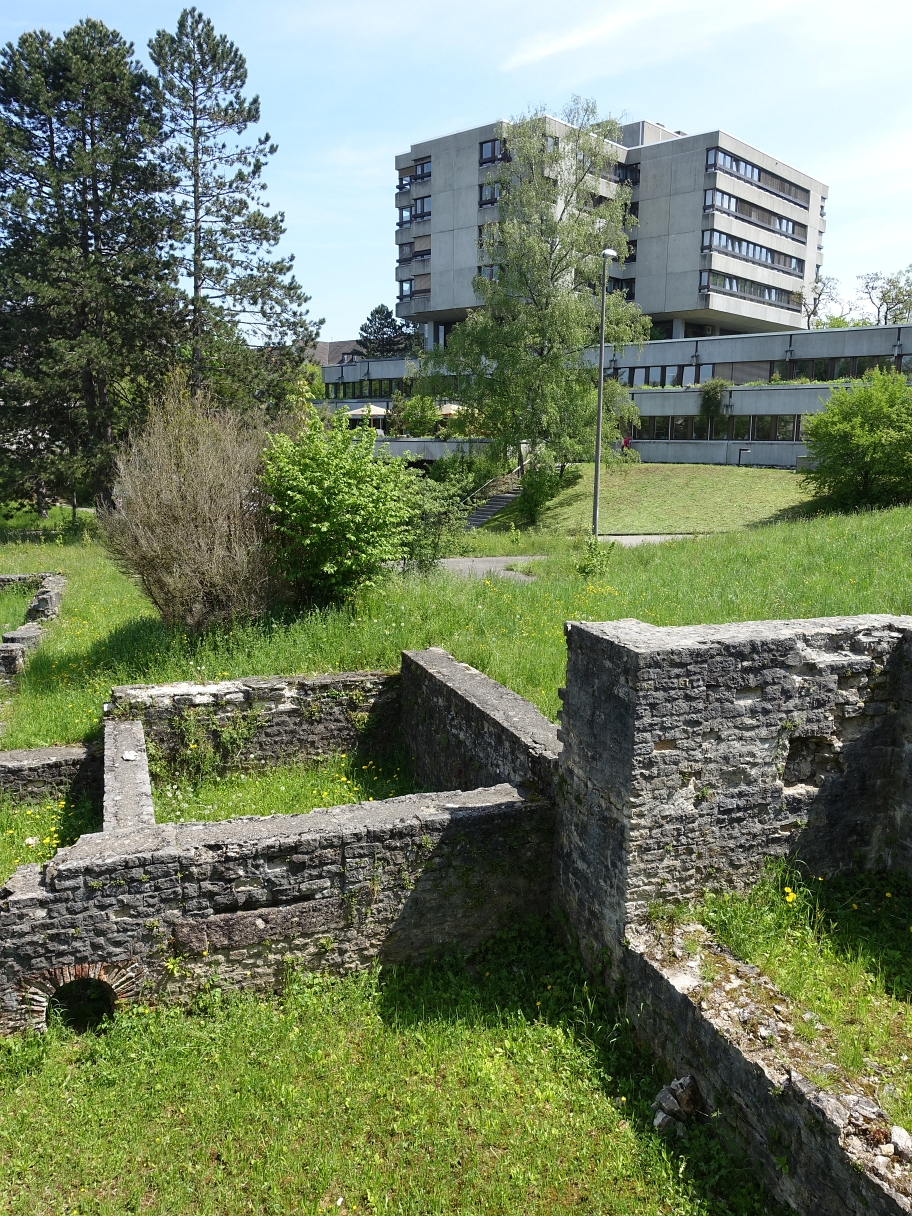
Villa Rustica von Munzach
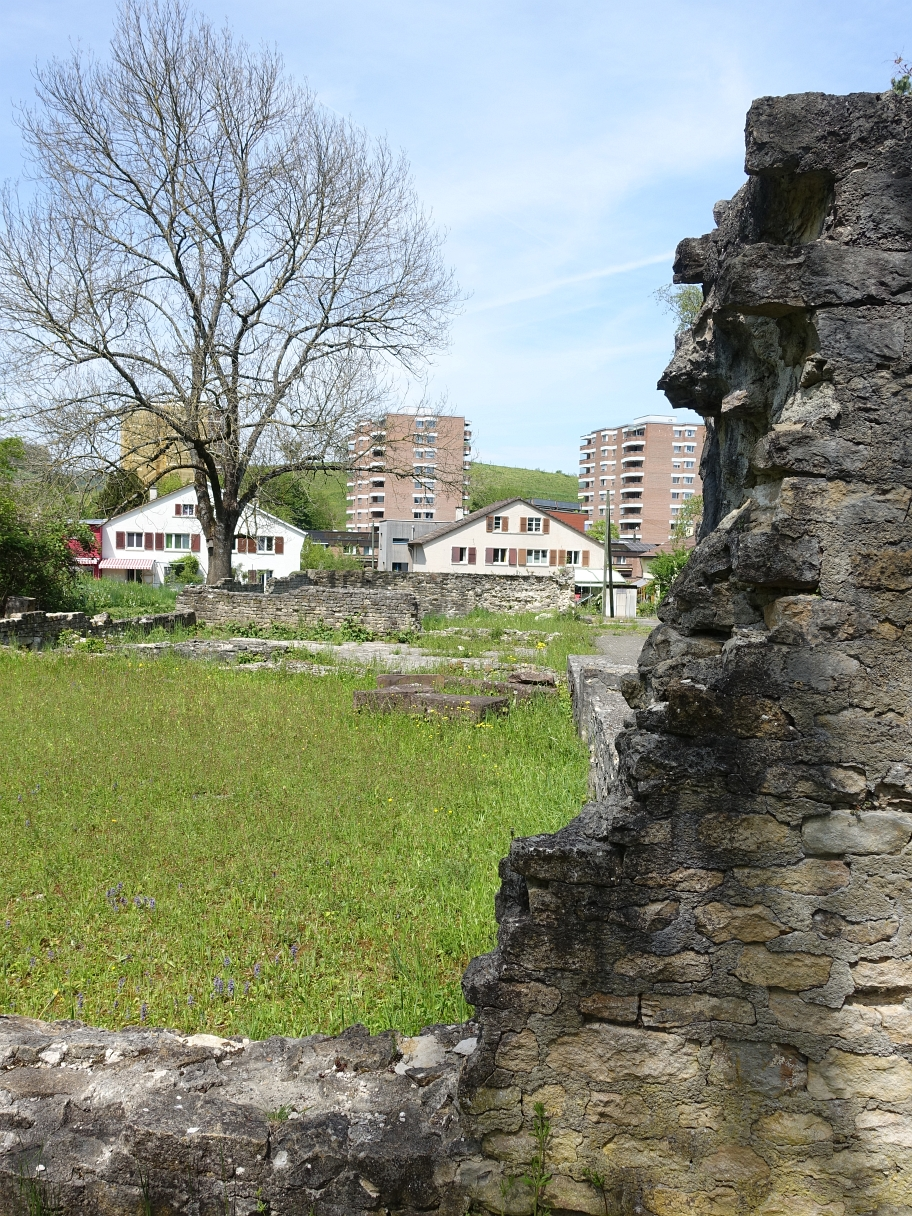
Villa Rustica von Munzach
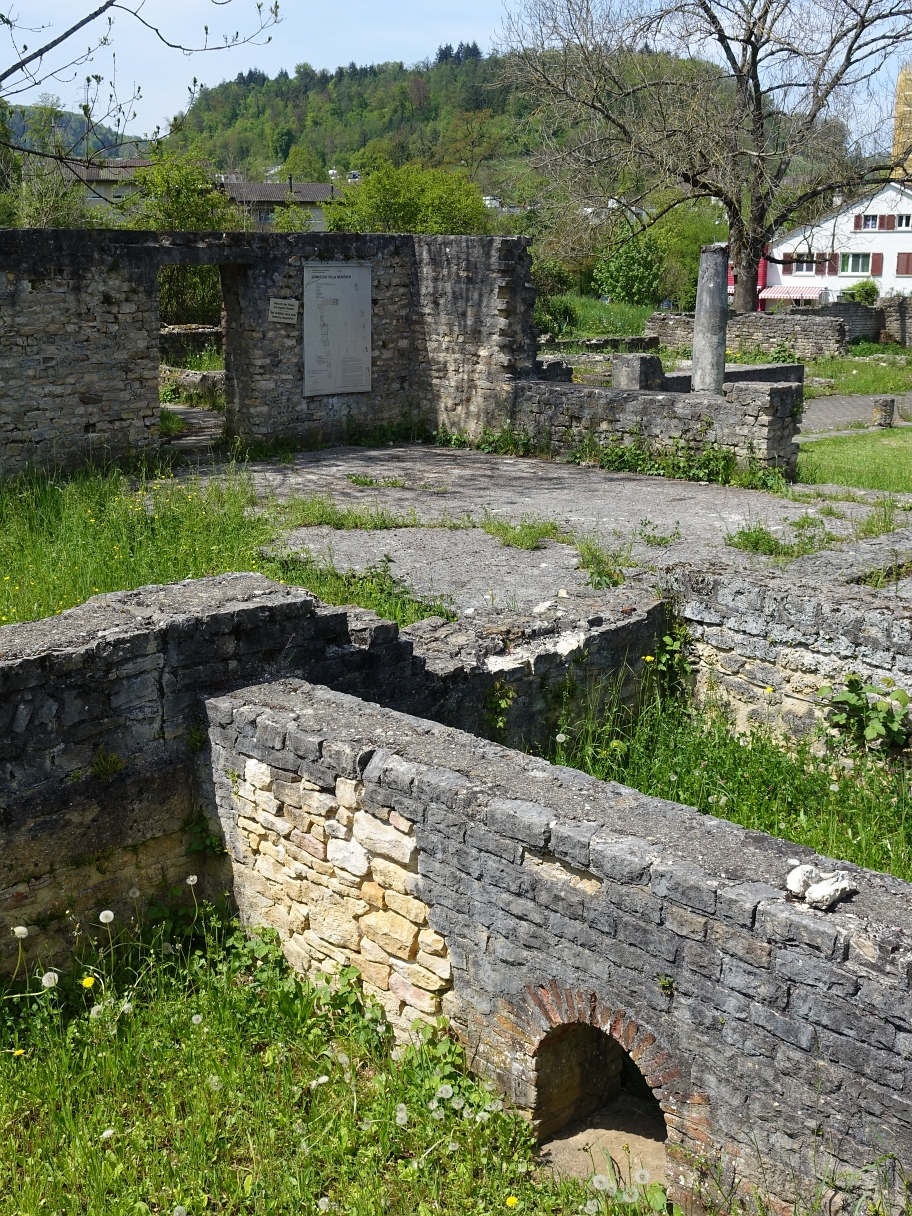
Villa Rustica von Munzach
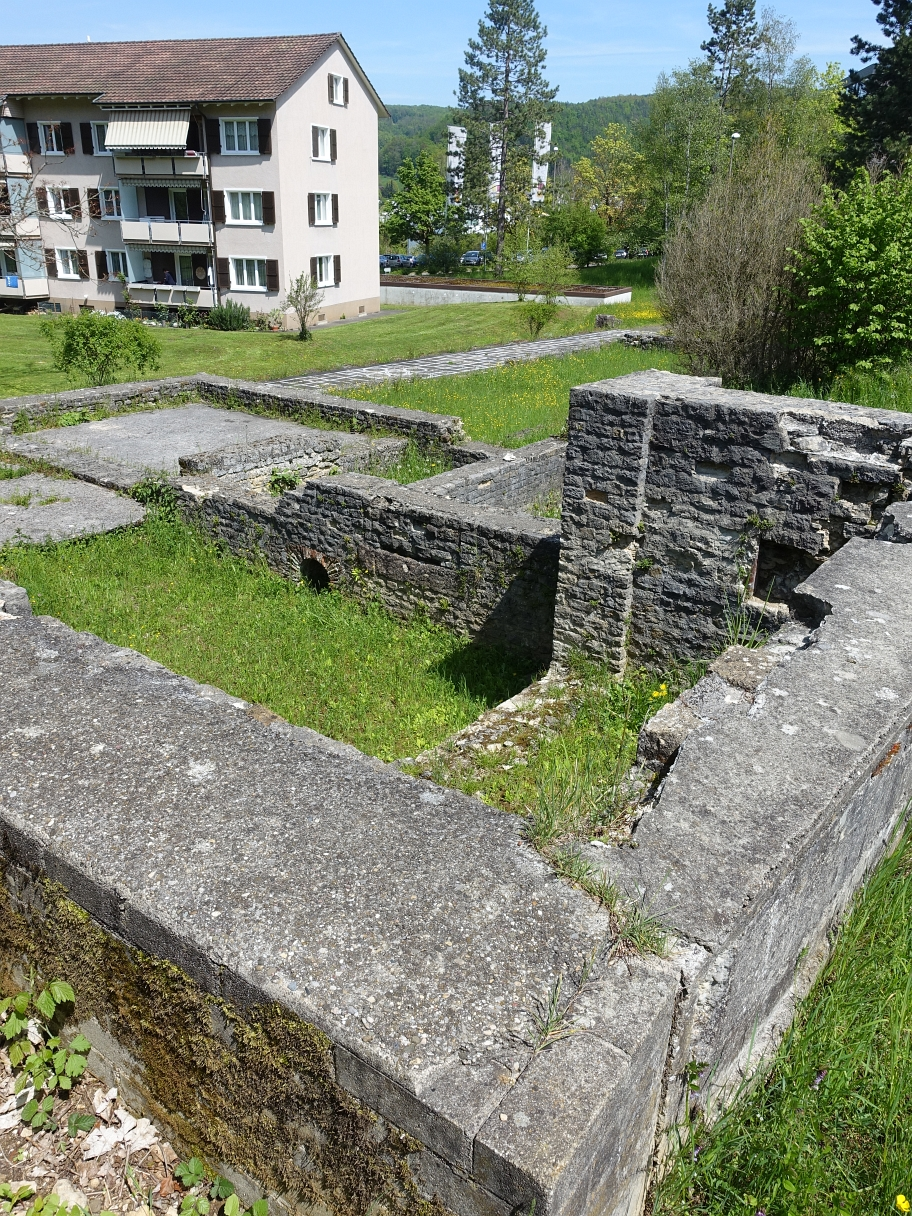
Villa Rustica von Munzach